# Breviceps namaquensis
Breviceps namaquensis е вид жаба от семейство Brevicipitidae. Видът не е застрашен от изчезване.

## Разпространение
Разпространен е в Южна Африка.